# Pediobius poeta
Pediobius poeta är en stekelart som först beskrevs av Girault 1934.  Pediobius poeta ingår i släktet Pediobius och familjen finglanssteklar. Inga underarter finns listade i Catalogue of Life.